# Tim Cahill
Tim Cahill (Sídney, 6 de diciembre de 1979) es un exfutbolista australiano de origen británico y samoano que jugaba como delantero o centrocampista y fue profesional desde 1998 hasta 2019.
Durante varios años ha sido considerado como una de las principales estrellas de la selección australiana y el fútbol australiano en general. Fue el primer australiano en anotar un gol en una Copa Mundial de Fútbol tras lograrlo en junio de 2006 en la Copa del Mundo en Alemania, y en junio de 2014 se unió a un grupo de selectos jugadores en anotar en tres copas mundiales consecutivas, en el 2011 ganó el balón de oro de la Premier League. 

## Trayectoria

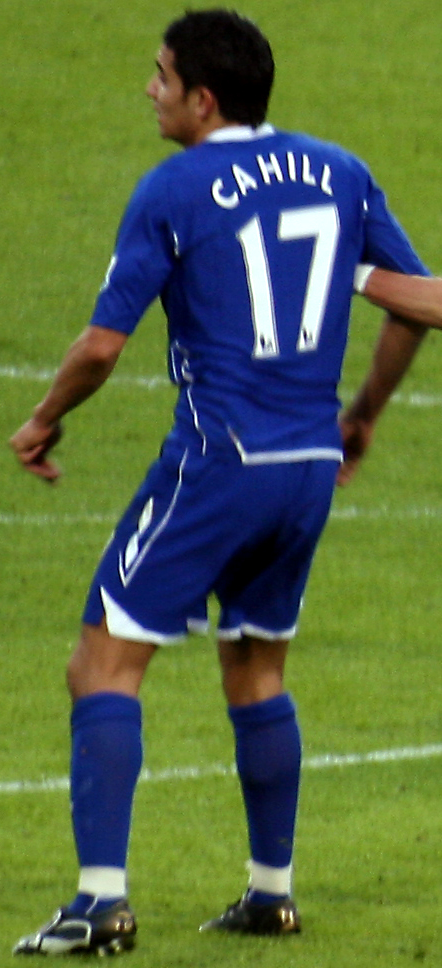
Tim Cahill jugando por el Everton Football Club.

### Inicios
Nacido de madre samoana y padre británico, desde sus inicios fue motivado a practicar fútbol en vez de otros deportes más populares en Australia, como el rugby o el fútbol australiano. En 1997, partió al Reino Unido para desempeñarse profesionalmente en el deporte, participando en la temporada 2003-2004 en el Millwall FC. En dicha temporada, su equipo llegó por primera vez a una final de la Copa de Inglaterra obteniendo un lugar para la Copa de la UEFA.

### Millwall FC
Hizo su debut profesional con el Millwall el 2 de mayo de 1998 contra Bournemouth en The Den, que Millwall perdió 2-1. Cahill ayudó al Millwall a llegar a la Final del Trofeo de la Liga de Fútbol en 1999, donde perdió frente al Wigan Athletic. 
Formó parte del equipo de Millwall FC el cual ganó el Football League Championship con 93 puntos en la temporada 2000-01. También llegó a dos semifinales de play-off con Millwall en 2000 y 2002. Cahill fue una parte central de la carrera de Millwall hasta la final de la FA Cup 2004, su primera aparición en la carrera en la historia del club, anotando el gol de la victoria en la semifinal contra el Sunderland y asegurándose un lugar en la Copa de la UEFA. Cahill obtuvo más de 100.000 votos para ganar el premio "Jugador de la ronda" de la Copa FA por su actuación durante la victoria en la semifinal. Su último juego para el club fue contra Manchester United en la final, que Millwall perdió 3-0. Cahill tuvo 249 apariciones en general para The Lions, anotando 56 goles en el proceso.

### Everton FC
Previo al inicio de la temporada 2004-2005, Cahill negoció con el Crystal Palace pero finalmente fichó por el Everton FC. En su primera temporada en la FA Premier League, Cahill anotó 13 goles, una excelente cifra para un mediocampista. Al finalizar la temporada, Cahill fue elegido como el futbolista favorito de la hinchada y su contrato fue renovado en agosto de 2005. El 18 de enero de 2006, Everton FC  se enfrentó al Millwall FC en la tercera ronda de la FA Cup y Cahill anotó, pero prefirió no celebrarlo. "Ellos me dieron mi gran oportunidad, hacerlo hubiera sido como patearles en los dientes" declaró luego del partido.
Luego del Mundial de 2006, Cahill estuvo incluido en la lista final de 50 jugadores considerados para ganar el Ballon D'Or de la FIFA, siendo el primer jugador del Everton en estar en esta lista en los últimos 18 años además de ser el único jugador de la zona de Oceanía y Asia en ser nominado. En la temporada posterior al Mundial de Alemania, Cahill estuvo perseguido por las lesiones en la rodilla y el quinto metatarsiano de su pie izquierdo que lo apartaron de la mayor parte de los partidos del Everton.
Cahill retornó en forma regular el 25 de octubre de 2007 para jugar el primer partido de la fase de grupos de la Copa UEFA ante el Larissa FC de Grecia. En ese partido Cahill anotó un gol de cabeza, ayudando a su equipo a ganar 3-1.

### New York Red Bulls
El 24 de julio de 2012 se anunció que Cahill sería transferido al Red Bull New York de la Major League Soccer de Estados Unidos por una cifra cercana a 1.5 millones de dólares.

## Selección nacional

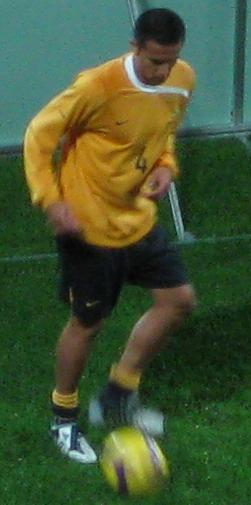
Tim Cahill con la camiseta de la selección australiana.

A nivel internacional, Cahill participó en la selección sub-20 de Samoa cuando tenía 14 años. Posteriormente, se integró al equipo de Australia en 2004, debutando en un partido ante Sudáfrica. Posteriormente, participó en torneo olímpico de Atenas 2004 y ese mismo año fue elegido por la OFC como el Jugador del año de Oceanía. Cahill se convirtió en uno de los pilares del combinado que permitió la clasificación de su país a la Copa Mundial de Fútbol de 2006, luego de 32 años de ausencia. En su primer partido, ante Japón el 12 de junio de 2006, Cahill anotó a los 84' y 89' siendo el primer jugador australiano en anotar en un Mundial.
El 13 de mayo de 2014, Cahill fue incluido por Ange Postecoglou, el entrenador de la selección australiana, en la lista preliminar de 30 jugadores con miras a la Copa Mundial de Fútbol de 2014. Semanas después, fue confirmado en la lista final de 23 jugadores el 3 de junio. Inició su participación en su tercera Copa Mundial anotando el único gol de su equipo en la derrota 1-3 frente a Chile por la fase de grupos el 13 de junio, y uno de los dos goles de Australia en la derrota 2-3 frente a los Países Bajos. En Rusia 2018, jugó el segundo tiempo frente a Perú, donde casi logra anotar un gol.
Actualmente es el máximo goleador de la selección australiana.

### Participaciones enCopa Mundial de Fútbol
| Mundial                     | Sede                     | Resultado                | Partidos | Goles |
| --------------------------- | ------------------------ | ------------------------ | -------- | ----- |
| Copa Mundial de Fútbol 2006 | Alemania                 | Octavos de final         | 4        | 2     |
| Copa Mundial de Fútbol 2010 | Sudáfrica                | Fase de grupos           | 2        | 1     |
| Copa Mundial de Fútbol 2014 | Brasil                   | Fase de grupos           | 2        | 2     |
| Copa Mundial de Fútbol 2018 | Rusia                    | Fase de grupos           | 1        | 0     |
| Total en Copas del Mundo    | Total en Copas del Mundo | Total en Copas del Mundo | 9        | 5     |

### Goles en la Copa Mundial de Fútbol
| # | Fecha               | Lugar                                          | Rival        | Marcador | Resultado | Competición       |
| - | ------------------- | ---------------------------------------------- | ------------ | -------- | --------- | ----------------- |
| 1 | 12 de junio de 2006 | Fritz-Walter-Stadion, Kaiserslautern, Alemania | Japón        | 1–1      | 3–1       | Copa Mundial 2006 |
| 2 | 12 de junio de 2006 | Fritz-Walter-Stadion, Kaiserslautern, Alemania | Japón        | 2–1      | 3–1       | Copa Mundial 2006 |
| 3 | 23 de junio de 2010 | Estadio Mbombela, Nelspruit, Sudáfrica         | Serbia       | 1–0      | 2–1       | Copa Mundial 2010 |
| 4 | 13 de junio de 2014 | Arena Pantanal, Cuiabá, Brasil                 | Chile        | 1–2      | 1–3       | Copa Mundial 2014 |
| 5 | 18 de junio de 2014 | Estadio Beira-Rio, Porto Alegre, Brasil        | Países Bajos | 1–1      | 2–3       | Copa Mundial 2014 |

## Estadísticas

### Clubes
Actualizado el 24 de abril de 2019.
| Millwall Inglaterra | 2ª            | 1997/98       | 1   | 0   | -  | - | -  | -  | 1   | 0   |
| Millwall Inglaterra | 2ª            | 1998/99       | 36  | 6   | 5  | 0 | -  | -  | 41  | 6   |
| Millwall Inglaterra | 2ª            | 1999/00       | 45  | 12  | 6  | 0 | -  | -  | 51  | 12  |
| Millwall Inglaterra | 2ª            | 2000/01       | 41  | 9   | 7  | 1 | -  | -  | 48  | 10  |
| Millwall Inglaterra | 2ª            | 2001/02       | 43  | 13  | 6  | 0 | -  | -  | 49  | 13  |
| Millwall Inglaterra | 2ª            | 2002/03       | 11  | 3   | -  | - | -  | -  | 11  | 3   |
| Millwall Inglaterra | 2ª            | 2003/04       | 40  | 9   | 8  | 3 | -  | -  | 48  | 12  |
| Millwall Inglaterra | Total club    | Total club    | 217 | 52  | 32 | 4 | -  | -  | 249 | 56  |
| Everton Inglaterra | 1.ª           | 2004/05       | 33  | 11  | 0  | 0 | -  | -  | 33  | 11  |
| Everton Inglaterra | 1.ª           | 2005/06       | 32  | 6   | 1  | 0 | 4  | 0  | 37  | 6   |
| Everton Inglaterra | 1.ª           | 2006/07       | 18  | 5   | 1  | 0 | -  | -  | 19  | 5   |
| Everton Inglaterra | 1.ª           | 2007/08       | 18  | 7   | 3  | 0 | 6  | 2  | 27  | 9   |
| Everton Inglaterra | 1.ª           | 2008/09       | 30  | 8   | 8  | 1 | 2  | 0  | 40  | 9   |
| Everton Inglaterra | 1.ª           | 2009/10       | 33  | 8   | 3  | 1 | 7  | 1  | 43  | 10  |
| Everton Inglaterra | 1.ª           | 2010/11       | 27  | 9   | 1  | 0 | 0  | 0  | 28  | 9   |
| Everton Inglaterra | 1.ª           | 2011/12       | 35  | 2   | 6  | 1 | -  | -  | 41  | 3   |
| Everton Inglaterra | Total club    | Total club    | 226 | 56  | 21 | 3 | 19 | 3  | 264 | 62  |
| RedBull New York Estados Unidos |               |               |     |     |    |   |    |    |     |     |
| 1.ª | 2012          | 14            | 1   | 0   | 0  | - | -  | 14 | 1   |     |
| 1.ª | 2013          | 29            | 12  | 0   | 0  | - | -  | 29 | 12  |     |
| 1.ª | 2014          | 28            | 3   | 0   | 0  | 1 | 0  | 29 | 3   |     |
| Total club | Total club    | 71            | 16  | 0   | 0  | 1 | 0  | 72 | 16  |     |
| Shanghái Shenhua China |               |               |     |     |    |   |    |    |     |     |
| 1.ª | 2015          | 28            | 11  | 0   | 0  | - | -  | 28 | 11  |     |
| Total club | Total club    | 28            | 11  | 0   | 0  | 0 | 0  | 28 | 11  |     |
| Hangzhou Greentown China |               |               |     |     |    |   |    |    |     |     |
| 1.ª | 2016          | 17            | 4   | 0   | 0  | - | -  | 17 | 4   |     |
| Total club | Total club    | 17            | 4   | 0   | 0  | 0 | 0  | 17 | 4   |     |
| Melbourne City Australia |               |               |     |     |    |   |    |    |     |     |
| 1.ª | 2016-17       | 21            | 11  | -   | -  | - | -  | 21 | 11  |     |
| Total club | Total club    | 21            | 11  | 0   | 0  | 0 | 0  | 21 | 11  |     |
| Jamshedpur India |               |               |     |     |    |   |    |    |     |     |
| 1.ª | 2018-19       | 11            | 2   | -   | -  | - | -  | 11 | 2   |     |
| Total club | Total club    | 11            | 2   | 0   | 0  | 0 | 0  | 11 | 2   |     |
| Total carrera | Total carrera | Total carrera | 602 | 154 | 53 | 7 | 20 | 3  | 664 | 162 |
| (1)Incluye datos de la Postemporada de la MLS (2012, 2013) (2)Incluye datos de la FA Cup (2005/06, 2008/09, 2009/10, 2010/11, 2011/12); Copa de la Liga de Inglaterra (2005/06, 2006/07, 2007/08, 2008/09, 2009/10, 2011/12) (3)Incluye datos de la Liga de Campeones de la UEFA (2005/06); Copa UEFA (2005/06, 2007/08, 2008/09); UEFA Europa League (2009/10) |               |               |     |     |    |   |    |    |     |     |

## Palmarés

### Campeonatos nacionales
| Título                 | Club               | País           | Año  |
| ---------------------- | ------------------ | -------------- | ---- |
| Conferencia Este       | New York Red Bulls | Estados Unidos | 2013 |
| MLS Supporters' Shield | New York Red Bulls | Estados Unidos | 2013 |
| FFA Cup                | Melbourne City     | Australia      | 2016 |

### Campeonatos internacionales
| Título               | Equipo    | Sede      | Año  |
| -------------------- | --------- | --------- | ---- |
| Copa de las Naciones | Australia | Australia | 2004 |
| Copa Asiática        | Australia | Australia | 2015 |

### Distinciones individuales
| Distinción                    | Año  |
| ----------------------------- | ---- |
| Futbolista del año en Oceanía | 2004 |